# Amita Berthier
Amita Marie Nicolette Berthier, född 15 december 2000, är en singaporiansk fäktare som tävlar i florett.

## Karriär
Vid sydostasiatiska spelen 2017 i Kuala Lumpur tog Berthier guld i florett efter att ha besegrat filippinska Samantha Catantan i finalen. Vid asiatiska spelen 2018 i Jakarta tog hon brons i lagtävlingen i florett tillsammans med Melanie Huang, Maxine Wong och Tatiana Wong. Vid sydostasiatiska spelen 2019 i Manila tog Berthier guld både individuellt i florett samt i lagtävlingen tillsammans med Denyse Chan, Maxine Wong och Tatiana Wong.
Vid olympiska sommarspelen 2020 i Tokyo, som arrangerades 2021, blev Berthier utslagen i sextondelsfinalen i florett av amerikanska Lee Kiefer. Vid asiatiska mästerskapen 2022 i Seoul tog hon brons tillsammans med Denyse Chan, Cheung Kemei och Maxine Wong i lagtävlingen i florett. Vid asiatiska mästerskapen 2023 i Wuxi tog Berthier brons både individuellt i florett samt i lagtävlingen tillsammans med Cheung Kemei, Tay Yu Ling och Maxine Wong.
Vid olympiska sommarspelen 2024 i Paris blev Berthier utslagen i sextondelsfinalen i florett av amerikanska Lauren Scruggs.